# Else Lasker-Schüler

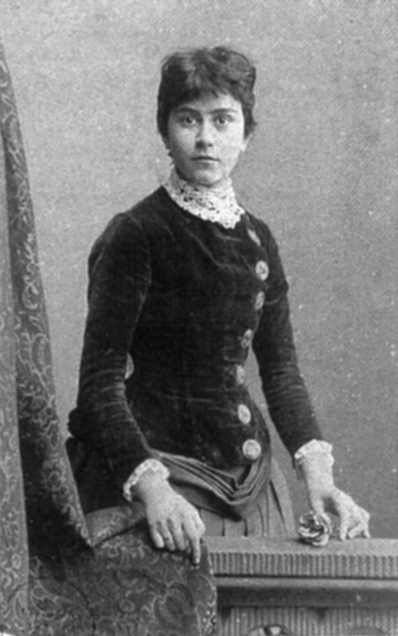
De jonge Else Lasker-Schüler omstreeks 1894.

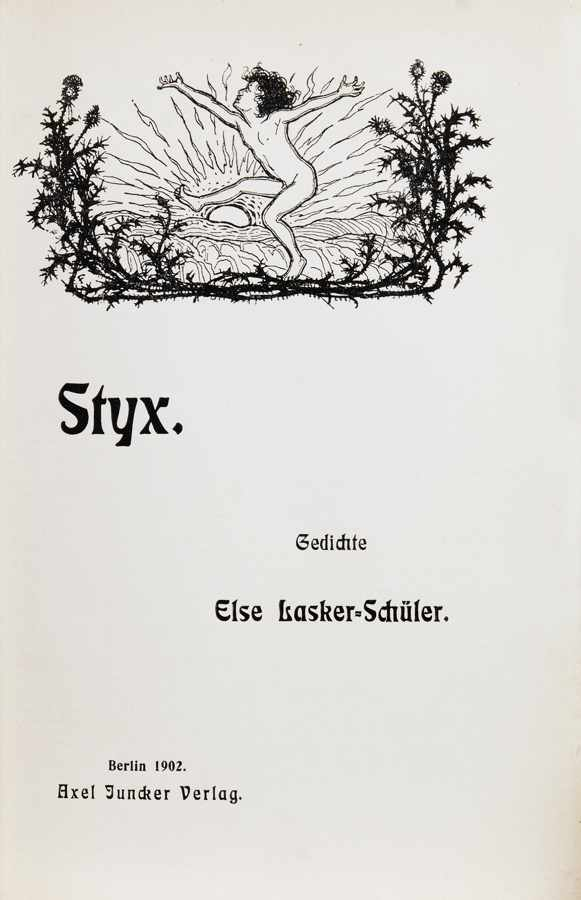
Debuutbundel Styx, 1e druk 1902

Elisabeth (Else) Lasker-Schüler (Elberfeld, 11 februari 1869 – Jeruzalem, 22 januari 1945) was een Duitse schrijfster en dichteres uit het expressionisme in de Duitstalige literatuur.

## Leven
Else Schüler was de dochter van een bankier uit Wuppertal en groeide op in een gegoed joods milieu. Tijdens haar leven reisde ze voortdurend en had ze geen vaste woonplaats. Ze huwde tweemaal. De toevoeging 'Lasker' aan haar familienaam, behield ze na haar eerste huwelijk. Zij was van 1894 tot 1903 getrouwd met de arts Bertold Lasker, een oudere broer van Emanuel Lasker, die in deze periode wereldkampioen schaken was. Haar zoon Paul werd in 1899 geboren. Haar latere financiële toestand was onstabiel. Haar talrijke vrienden, onder wie Karl Kraus, ondersteunden haar financieel. Sinds 1900 was ze actief op de Berlijnse kunstscene. Ze huwde in 1903 met Georg Levin en suggereerde hem de naam Herwarth Walden aan te nemen. Toen de Neuer Club in 1909 opgericht werd, nam ze deel aan de avant-gardistische bijeenkomsten van expressionistische dichters. Ze was zeer gerespecteerd en had talloze vrienden onder de dichters en schilders uit die periode. In 1912 scheidde ze van Walden. Het overlijden in 1927 aan tuberculose van haar 28-jarige zoon Paul Lasker, een talentvol tekenaar, veroorzaakte een psychische crisis. Ze herdacht hem in een persoonlijke bijdrage Mein Junge in het literair tijdschrift Uhu.
Lasker-Schüler schreef zwaar bevlogen, lyrische werken, ook in haar verhalen en in haar toneelstuk Die Wupper. Haar poëzie is bewust irrationeel en werkt met associaties en aaneenrijgingen. De figuren die ze in haar proza ten tonele voert, zijn vaak vermomde mensen uit haar omgeving. Ze spint allegorische constellaties van sprookjesachtige situaties en laat een grote verscheidenheid aan emoties de revue passeren. 'Tino von Bagdad' is een metafoor voor haarzelf. Ze ontwikkelde haar persoonlijke mythologie, samengesteld uit verschillende religies, maar verloochende nooit haar joodse origine. Ze liet de grens tussen klassiek proza en briefcorrespondentie vervagen en liet veel romantische invloeden toe in haar expressionistisch werk. Haar gedichten zijn gewoonlijk in de tweede persoon geschreven (gericht tot "jij“). Ze was een van de hoofdmedewerkers van het expressionistische tijdschrift Der Sturm. In 1932 won ze de Heinrich von Kleist-Preis.  
Als Joodse werd ze bedreigd en fysiek aangevallen door de nazi's. Na de machtsovername door de NSDAP in 1933 vluchtte Lasker-Schüler naar Zürich in Zwitserland, maar ook daar kon ze niet werken. Zij was in Duitsland persona non grata geworden, aangezien ze Joods was en in nazi-Duitsland verboden Entartete Kunst maakte. In 1934 ging ze naar Egypte en vervolgens naar Palestina. In 1937 vestigde ze zich in Jeruzalem. In 1938 werd haar de Duitse nationaliteit afgenomen. Het uitbreken van de Tweede Wereldoorlog verhinderde een terugkeer naar Europa. Haar levenswijze en excentrieke kleding maakten leven in Jeruzalem moeilijk. Ze was geneigd om al het geld dat ze had in één keer uit te geven en dagen na elkaar uit te gaan zonder voedsel of onderdak. Ze stierf zwaar berooid aan het eind van de Tweede Wereldoorlog. 
Haar werk is van grote invloed geweest op haar vriend Georg Trakl. Gottfried Benn, eveneens een goede vriend van haar, noemde Lasker-Schüler de grootste dichteres die Duitsland ooit heeft gehad. Haar werk heeft in het Duitse taalgebied een buitengewone reputatie.

## Werken
- 1902 Styx
- 1905  siebente Tag
- 1906 Das Peter Hille-Buch
- 1907 Die Nächte Tino von Bagdads
- 1909 Die Wupper
- 1911 Der Prinz von Theben
- 1913 Hebräische Balladen
- 1917 Die gesammelten Gedichte
- 1919 Der Malik. Eine Kaisergeschichte mit selbstgezeichneten Bildern
- 1921 Der Wunderrabbiner von Barcelona
- 1923 Arthur Aronymus. Die Geschichte meines Vaters
- 1932 Das Konzert
- 1943 Mein blaues Klavier'

Heruitgave: Else Lasker-Schüler: Die Gedichte. Hrsg. von Gabriele Sander. Stuttgart, Reclam, 2016. ISBN 9783150109540

### Nederlandse vertalingen
- Else Lasker-Schüler: Altijd kleurt je bloed mijn wangen rood. De mooiste liefdesgedichten. Gekozen en vert. [uit het Duits] door Menno Wigman. Amsterdam, Bakker, 2002. ISBN 90-351-2430-8
- Ruth Wolf: Prins Joessoef van Thebe. Leven en werk van Else Lasker-Schüler. [Gedichten in het Duits en Nederlands]. 's-Gravenhage, Nijgh & Van Ditmar, 1986. ISBN 90-236-7789-7

## Secundaire literatuur
- Barbara Baumann & Brigitta Oberle (1985), Deutsche Literatur In Epochen. München: Max Hueber.
- Albert Bettex (1967), 'Die moderne Literatur', in: Bruno Boesch (red.), Deutsche Literaturgeschichte in Grundzügen. Die Epochen deutscher Dichtung. Bern: Francke Verlag, pp. 407-486.
- Gerhard Fricke & Mathias Schreiber (1988), Geschichte der deutschen Literatur. Paderborn: Ferdinand Schöningh.
- Fritz Martini (1965), 'Else Lasker-Schüler: Dichtung und Glaube', in: Hans Steffen (red.), Der deutsche Expressionismus: Formen und Gestalten, Göttingen: Vandenhoeck & Ruprecht, pp. 5-24.
- Bengt Algot Sørensen (1997), Geschichte der deutschen Literatur. Band II. Vom 19. Jahrhundert bis zur Gegenwart. München: C. H. Beck. [= Beck'sche Reihe 1217]
- Wolf Wucherpfennig (1986), Geschichte der deutschen Literatur. Von den Anfängen bis zur Gegenwart. Stuttgart: Ernst Klett.

- Bibsys: 90096503
- Biblioteca Nacional de Chile: 000460051
- Biblioteca Nacional de España: XX994860
- Bibliothèque nationale de France: cb12054598c (data)
- Catàleg d'autoritats de noms i títols de Catalunya: 981058604920206706
- CiNii: DA0105634X
- Digitale Bibliotheek voor de Nederlandse Letteren: lask001
- Gemeinsame Normdatei: 118569880
- Historisch woordenboek van Zwitserland: 012068
- Information Center for Israeli Art: 280857
- International Standard Name Identifier: 0000 0001 2096 2520
- Library of Congress Control Number: n80034059
- Nationale Bibliotheek van Letland: 000077209
- MusicBrainz: 059fde3c-ab18-4224-906b-a104cef3f6f7
- Bibliotheek van het Japanse parlement: 01127223
- Nationale Bibliotheek van Tsjechië: jn19990004876
- Nationale bibliotheek van Australië: 35803813
- Nationale Bibliotheek van Israël: 987007264240505171
- Nationale Bibliotheek van Polen: a0000001651367
- Nationale en Universitaire bibliotheek Zagreb: 000033298
- Nederlandse Thesaurus van Auteursnamen: 06922837X
- RKD-Nederlands Instituut voor Kunstgeschiedenis: 241006
- Istituto Centrale per il Catalogo Unico: CFIV056491
- LIBRIS: 212126
- SIKART: 13097519
- SNAC: w6k64k2m
- Système universitaire de documentation: 027396703
- Trove: 1094685
- Union List of Artist Names: 500062177
- Virtual International Authority File: 61565628
- WorldCat: E39PBJcgC67VgrgwtfrmCq9Rrq